# Лузия (вкаменелост)
Лузия (на португалски: Luzia) е скелет на палеоиндийска жена от Късния Палеолит, открит в пещера в Бразилия. Някои археолози смятат, че младата жена може да е била част от първите преселници в Южна Америка. Лузия (името ѝ се свързва с известната африканска вкаменелост Люси, която е живяла преди 3,2 милиона години), 11 500-годишният скелет е открит в Лапа Вермелха (Бразилия), през 1975 г. от френския археолог Анета Ламен-Емперер. Черепът на Лузия е унищожен при пожара в Националния музей на Бразилия на 2 септември 2018 г.

## Откриване
Лузия е открита през 1975 г. в пещера от съвместна френско-бразилска експедиция, която работи недалеч от Бело Оризонти, Бразилия. Черепът, който е отделен от останалата част от скелета, е в много добро състояние. Той е погребан под отложения с дебелина 12 m.
В обекта няма други останки от хора. Ново датиране на костите през 2013 г. потвърждава, че скелета е с възраст между 11 243 и 11 710 години. Лузиа е един от най-старите човешки скелети в Америка, открит някога. Установено е, че жената е починала на около 20-годишна възраст.
Лузия е висока 150 cm. Около една трета от скелета ѝ е възстановен. Останките свидетелстват, че е починала или при злополука, или в резултат на атака на животно. Тя е член на група ловци събирачи.

## Фенотипен анализ
Особеностите на черепа са неговата овална форма, изпъкнало лице и ясно изразена брадичка, което е много различно от повечето индианци и техните местни сибирски предшественици. Антрополозите многократно са описвали характеристиките на Лузия като подобни на тези на негроидите, австралийци, меланезийци и негрито от Югоизточна Азия. Уолтър Невес, антрополог в университета в Сао Пауло, предполага, че характеристиките на Лузиа най-силно наподобяват тези на австралийските аборигенски народи. Ричард Нейв от университета в Манчестър, който прави реконструкция на черепа на Лузия, я описва като негроид.
Невес и други бразилски антрополози смятат, че палеоиндийските предшественици на Лузия са живеели в Югоизточна Азия десетки хиляди години, след като са мигрирали от Африка, и започнали да пристигат в Америка още преди 15 000 години. Някои антрополози предполагат, че тези хора са мигрирали от крайбрежната част на Източна Азия с помощта на лодки покрай Курилските острови и Беринговия проток по време на последната ледникова епоха.